# Путеводители по Москве
Путеводители по Москве — особый тип краткого справочного издания (путеводитель), предназначенного главным образом для лиц, незнакомых с описываемым географическим, культурным, историко-художественным объектом (в данном случае — Москвой).
Для путеводителя характерен сокращённый объём информации, значительная адаптация, популярное изложение, наличие иллюстраций. В путеводителях используются непринужденные формы речи, элементы занимательности, поскольку эти издания выполняют не только информативную, но и рекламную (побудительную) функцию.
Различают путеводители универсальные и специализированные (по темам, категориям читателей и др.).

## XVIII век
Первый из известных путеводителей издан в 1782 В. Г. Рубаном — «Описание императорского столичного города Москвы …». Он содержит сведения и статистические данные о 14 городских частях.
В 1792—1793 Л. М. Максимович выпустил «Путеводитель к древностям и достопамятностям московским, руководствующий любопытствующего по четырём частям сея столицы …» (ч. 1—4), который содержал описание Кремля, Китай-города, Белого города и Земляного города.

## XIX — начало XX века
- Оловеников Владимир. Вся Мoсква в кармане — М., 1900.
- М. П. Захаров. Указатель Москвы. — М., 1851.
- М. П. Захаров. Путеводитель по Москве и указатель ее достопримечательностей. — М., 1865.
- М. П. Захаров. Путеводитель по окрестностям Москвы и указатель достопримечательностей. — М., 1867.
- Г. Москвич. Иллюстрированный практический путеводитель по Москве. — СПб., 1888.
- Историческое описание Москвы. Путеводитель по Москве и ея окрестностям. — М.: Изд. Д. И. Преснова, 1873.
- М. И. Пыляев. Старая Москва: рассказы о былой жизни первопрестольной столицы. — СПб.: Изд. А. С. Суворина, 1891.
- Путеводитель по Москве. Под ред. И. П. Машкова. — М.,1913.
- По Москве. Прогулки по Москве и ея художественным и просветительным учреждениям. Под ред. Н. А. Гейнике и др. — М.: Изд. Сабашниковых, 1917.
- Путеводитель и план города Москвы. Краткое описание древних и современных достопримечательностей и окрестностей. — М.: Книгоиздат-во В. Живарева, 1906.

## Советский период

### 1920—1930-е годы
Универсальные путеводители
- Вся Москва в кармане на 1924-25 г. Справочник. — М. : Гос. изд-во, 1924.
- Вся Москва в кармане. Справочник-путеводитель. - М. ; Л. : Гос. изд-во, 1926. - 475 с.
- Музеи и достопримечательности Москвы. Путеводитель. Общ. ред. В. В. Згура. — М.: Изд. Моск. коммунального хозяйства, 1926.
- Длугач В. Л., Португалов П. А. Осмотр Москвы в три, пять и десять дней. Путеводитель. — М.: «Московский рабочий», 1937. — 338 с. (Второе издание вышло в 1940 году.)

Специализированные путеводители
- Португалов П. А. Путеводитель по Центральному парку культуры и отдыха им. А. М. Горького / Сост. П. А. Португалов; Под ред. Ю. Б. Гольдберга. - Москва : тип. "Рабоч. Москва", 1937. - Обл., 53, [3] с.

### 1940-е годы
Специализированные путеводители
- По старой и новой Москве : Исторические районы, главные улицы и площади великого города / П. В. Сытин. — Москва ; Ленинград : Государственное издательство детской литературы Министерства просвещения РСФСР, 1947. — 236 с., ил.

### 1950—1970-е годы
Универсальные путеводители
- Ю. Родионов. По Москве. Краткий путеводитель — М.: Московский рабочий, 1954. — 406 с.
- Соботович И. Д., Соботович Е. П. Мoсква с бoрта теплoхoда — Москва : Речной транспорт, 1955. — 217 с.
- Ковалев А. П. Краткий путевoдитель пo Мoскве. —  Москва : Изд-во Министерства коммунального хозяйства РСФСР, 1957.
- Пo Мoскве. Краткий путеводитель (1954, 2-е изд., перераб. 1958).
- Мячин И. К. «Москва» (1957; 7-е изд., 1976) — кроме общих сведений о Москве, предлагает 15 маршрутов.
- Криворучко М. Г. , Курлат Ф. Л., Михайлов М. А., Соколовский Ю. Е. Пo улицам Мoсквы. — Москва : Московский рабочий, 1962. — 431 с.
- Матвеев С. М., Стравинская Г. А., Сегединов А. А., Шафран В. Л., Трофимов В. Г. Москва в новых границах.  — Москва : Моск. рабочий, 1962.  — 152 с. : ил.
- Кириллов И. А. Один день в Москве : Осмотр города. - Москва : Географгиз, 1963. - 142 с.
- Ильин, Михаил Андреевич. Москва. - Москва : Искусство, 1963. - 515 с. : ил.
- Ковалев А. П. Путевoдитель пo Мoскве. —  Москва : Изд-во Министерства коммунального хозяйства РСФСР, 1963.
- Здравствуй, Москва! : [Справочник-путеводитель] : [На 1 апр. 1966 г.]. - Москва : Моск. рабочий, 1966. - 288 с.
- Курлат Ф. Л., Соколовский Ю. Е. «Пoзнакoмьтесь - наша Мoсква»  — М.: «Московский рабочий», 1968. - 416 с.
- Двинский Э. Я. Мoсква. Краткий путеводитель. — М.: «Московский рабочий», 1971.
- Трофимов В. Г. «Москва: Путеводитель по районам» (1972; 2-е изд., 1976) — характеризует районы Москвы
- Курлат Ф. Л., Соколовский Ю. Е. «С путеводителем по Москве» (1975) — даёт информацию об основных улицах.
- Фролкин С. И. «Встреча с Москвой» (1975) — приведены краткие справочные данные о Москве.
- Двинский Э. Я. «Москва от А до Я» (1969; 2-е изд., 1976) — построен по алфавитному принципу, включает экскурсионные маршруты и справочный раздел.

Специализированные путеводители
- Березов, Павел Иванович. Музей ревoлюции СССР / Березов Павел Иванович ; под общ. ред. Толстихиной А. И. - [М.] : Моск. рабочий, 1952. - 204 с. : ил.
- Государственный музей революции СССР : краткий путеводитель по залам музея / Министерство культуры РСФСР. - Москва : Музей революции СССР, 1955. - 13, [2] с.
- Музей М. И. Калинина (Москва). Краткий путеводитель / М-во культуры РСФСР. Гос. музей М. И. Калинина. - Москва : Музей М. И. Калинина, 1958. - 47 с. : ил.
- Кунецкая Л. И., Маштакова К. А.. В Кремле жил и работал Ленин (1973; 3-е изд., доп и перераб. 1986).
- Ленин в Москве и Подмосковье (1970; 2-е изд., 1974).
- Шегал М. М., Ястржембский Л. А. По революционной Москве (1972).
- Смирнов А. А. Москва — героям 1812 г. (1977; 2-е изд., перераб. и доп., 1981).
- Ястржембский Л. А., Сорокин В. В. Памятники литературной Москвы в гравюрах художника А. Мищенко (1957).
- Русские писатели в Москве (2-е изд., 1978).
- Москва: Архитектурный путеводитель. Ред. В. Н. Иванов. — М.: Госстройиздат, 1960. — 589 с.
- Ильин М. А. Москва: Художественные памятники города (1963; 2-е изд., 1970).
- Козлова Е. Древнейшая площадь Кремля Путеводитель. — Москва : Изобразит. искусство, 1979. — 16 с. ил.
- Криворучко М. Г., Мишин П. И., Смирнов И. Г. Москва — героям Великой Отечественной (1977; 2-е изд., доп., 1981).
- Мячин И. К. По Москве-реке (1977).
- Иконников А. В. Каменная летопись Москвы (1978).
- Федосюк Ю. А. Лучи от Кремля (1978).
- Шамаро А. А. Действие происходит в Москве: Литературная топография (1979; 2-е изд., перераб. и доп., 1988).
- Двинский Э. Я. Три часа в Москве.
- Здравствуйте : [Путеводитель по Москве. Для детей]. - Москва : Мол. гвардия, 1984. - 24 с.

### 1980-е годы
Универсальные путеводители
- Александров Ю. Н. Диалог путеводителей. 2-е изд., перераб. и доп. — М.: «Московский рабочий, 1986». — 494 с. (Первое издание вышло в 1982 году. Книга построена на сопоставлении данных дореволюционных и современных путеводителей.)
- Двинский Э. Я. Кольца и радиусы Москвы. Путеводитель. — М.: «Московский рабочий», 1986. — 479 с. (Издание построено по топографическому принципу и является самым полным из всех позднесоветских путеводителей.)
- Двинский Э. Я. Мoсква и ее пригoрoды — М. : Радуга, 1987. - 422 с.
- Курлат Ф. Л., Соколовский Ю. Е. С путеводителем по Москве. — М.: «Московский рабочий», 1980. — 408 с. (Расположение материала топографическое. Приведены сведения о достопримечательностях не только центральных улиц, но и новых районов. В 1989 году путеводитель переиздан как «Москва от центра до окраин».)
- Курлат Ф. Л. Москва от центра до окраин. — М.: «Московский рабочий», 1989. — 476 с.
- Милова М. Ф., Резвин В. А. Прогулки по Москве. Архитектурные зарисовки. 2-е изд., доп. и перераб. — М., 1988. — 400 с.
- Трофимов В. Г. Москва. Путеводитель по районам. — М.: «Московский рабочий», 1981. — 464 с.
- Бродский Я. Е. Москва. Спутник туриста. — М.: «Московский рабочий», 1987.
- Москва в кармане. — М.: «Прометей», 1989.

Специализированные путеводители
- Анисимов Александр Викторович , Лебедев А.В. , Павлова Т.Н. , Чумакова О.В. Досуг в Москве / А.В. Анисимов, А.В. Лебедев, Т.Н. Павлова, О.В. Чумакова М. : Московский рабочий, 1989
- Стародуб К. В. От Кремля до Садовых : Путеводители по лит. местам Москвы / К. Стародуб, В. Емельянова, И. Краусова. - Москва : Моск. рабочий, 1984. - 256 с. : 24 л. ил.

### 1990-1991 годы
Универсальные путеводители
- По Москве. / Репринтное воспроизведение издания М. и С. Сабашниковых. — М. : Изобразительское искусство, 1991

Специализированные путеводители
- Стародуб К. В. Я люблю этoт гoрoд вязевый.. Путеводитель по лит. местам Москвы / - 2-е изд., доп. и перераб. — М. : Моск. рабочий, 1990. — 382 с.

## XXI век
- Чередниченко О. В. Москва для романтиков. — М.: «Эксмо», 2015. — 288 с. — ISBN 978-5-699-79196-5.
- Жебрак Михаил. Пешком по Москве с Михаилом Жебраком. — М.: АСТ, 2018. — 256 с. — ISBN 978-5-17-109579-6.